# Modèle en image de synthèse
Un modèle en image de synthèse est un mannequin virtuel en image de synthèse.
Le film S1m0ne envisage la possibilité qu'un modèle de ce type soit employé dans les films au lieu d'actrices humaines.
Le prix Miss digital Word est un concours de beauté pour ces modèles.